# Acanthurus tractus
Acanthurus tractus (Poey, 1860) è un pesce osseo marino appartenente alla famiglia Acanthuridae.

## Distribuzione e habitat
L'areale di A. tractus è imperfettamente noto poiché è stato ritenuto per lungo tempo sinonimo di Acanthurus bahianus. Dagli studi è emerso che A. bahianus è diffuso sulle coste brasiliane e su quelle delle isole oceaniche medio atlantiche mentre la specie in oggetto è distribuita sulle coste dell'oceano Atlantico occidentale tra il Massachusetts e Trinidad e Tobago comprendendo le Bahamas, le Bermuda, il mar dei Caraibi e il golfo del Messico centromeridionale. Le segnalazioni a nord della Carolina del Nord sono considerate fenomeni migratori che non hanno portato allo stabilirsi di popolazioni stabili.
Popola i fondali duri rocciosi o corallini ed è presente anche laddove vi siano estensioni sabbiose.
Viene riportata una distribuzione batimetrica tra 11 e 45 metri di profondità ma pare essere presente tra 0 e 56 metri.

## Descrizione
Questa specie è molto simile ad A. bahianus. Come gli altri Acanthurus, ha corpo ovale, compresso lateralmente. La bocca è piccola, posta su un muso sporgente; sul peduncolo caudale è presente una spina mobile molto tagliente. La pinna dorsale è unica e piuttosto lunga, di altezza uniforme. La pinna anale è simile ma più corta. La pinna caudale è lunata. Le scaglie sono molto piccole. La livrea, variabile, ha fondo bruno, grigio o giallastro, senza le strie verticali tipiche di A. chirurgus. Dietro l'occhio sono presenti sottili linee gialle disposte a raggiera. Una macchia bianca è presente alla base della pinna caudale e le pinne dorsale e anale hanno margine posteriore azzurrino o bianco. Le pinne pettorali sono giallastre trasparenti.
La taglia massima nota è di 38,1 cm, più comunemente si aggira intorno ai 25 cm.

## Biologia
Vive fino a 31 anni.

### Comportamento
Vive in gruppi di più di cinque individui. È un animale diurno.

### Alimentazione
La dieta è basata su alghe bentoniche e più raramente di fanerogame marine.

### Riproduzione
I giovanili hanno una fase larvale planctonica che dura fino a 69 giorni.

### Predatori
La letteratura scientifica riporta che questa specie viene predata da Lutjanus analis, Mycteroperca tigris, Mycteroperca venenosa, Aulostomus maculatus e Sphyraena barracuda. A. tractus fa parte della dieta anche del pesce scorpione, specie aliena invasiva di origine indopacifica.

## Pesca
Viene pescato solo occasionalmente in alcune parti dei Caraibi.

## Acquariofilia
Si trova raramente sul mercato dei pesci d'acquario.

## Conservazione
Si tratta di una specie con ampio areale e comune dappertutto. La lista rossa IUCN la classifica come "a rischio minimo".